# Clemens August von Galen
Clemens August graaf von Galen (Dinklage, 16 maart 1878 - Münster, 22 maart 1946) was een Duits kardinaal. Hij werd bisschop van Münster in 1933, niet lang voor de benoeming van Adolf Hitler tot Rijkskanselier. Door zijn verzet tegen de nazi's wordt hij ook wel De Leeuw van Münster genoemd.

## Biografie
Clemens August von Galen behoorde tot een van de oudste adellijke families van Westfalen. De zeventiende-eeuwse bisschop en krijgsheer Bernhard von Galen (1606-1678), bijgenaamd Bommen Berend, was een broer van zijn verre voorouder Johann Heinrich von Galen en een vroegere voorganger op zijn bisschopszetel. Clemens August werd geboren in het katholieke zuidelijke deel van het groothertogdom Oldenburg, te Dinklage in de huidige deelstaat Nedersaksen. De naam "von Galen" werd al lang in verband gebracht met de regio: de von Galens woonden daar al sinds 1667. Clemens August was een zoon van graaf Ferdinand Heribert von Galen, lid van de keizerlijke Duitse Rijksdag voor de katholieke Centrumpartij, en Elisabeth von Spee, als elfde van dertien kinderen.
Tot 1890 kregen Clemens August en zijn broer Franz thuisonderwijs. Daarna ging hij naar het jezuïetencollege Stella Matutina in de Vorarlberg, Oostenrijk, waar enkel Latijn mocht worden gesproken. Jezuïeten waren niet toegestaan in Münster op dat moment, als bewijs van de blijvende impact van de Kulturkampf, zodat Clemens en zijn familie de staat Pruisen moest verlaten om deze opvoeding te ontvangen. Hij was geen gemakkelijke leerling om les aan te geven. Zijn jezuïet-overste schreef aan zijn ouders: "Onfeilbaarheid is het grootste probleem met Clemens, die op geen enkele manier kan toegeven dat hij verkeerd kan zijn. Het zijn altijd zijn leraren en opvoeders die het mis hebben." Omdat Pruisen de Stella Matutina-academie niet erkende, genoot Clemens de laatste jaren van zijn opleiding dicht bij huis. In 1894 keerde hij terug naar huis en ging naar een openbare school in Vechta, en in 1896 waren zowel Clemens als Franz geslaagd voor het examen dat hen toeliet tot de universiteit. Na het afstuderen schreven zijn medestudenten in zijn jaarboek: "Clemens houdt niet van de liefde te bedrijven of te gaan drinken, hij houdt niet van het wereldse bedrog." In 1896 ging hij naar Zwitserland om te studeren aan de Katholieke Universiteit van Freiburg, die in 1886 was opgericht door de dominicanen, waar hij in aanraking kwam met de geschriften van Thomas van Aquino. In 1897 begon hij aan verschillende opleidingen, waaronder literatuur, geschiedenis en filosofie. Na het eerste wintersemester aan Freiburg gingen Clemens en Franz naar Rome voor een uitgebreid bezoek van drie maanden. Aan het einde van het bezoek vertelde hij Franz dat hij had besloten om priester te worden, al was hij er niet zeker van of hij een contemplatieve benedictijn dan wel een jezuïet wou worden. In 1899 ontmoette hij paus Leo XIII in een privé-audiëntie. Hij studeerde aan de Theologische Faculteit in Innsbruck, opgericht in 1669 door de jezuïeten, waar de scholastieke filosofie werd benadrukt en nieuwe concepten en ideeën werden vermeden. In 1903 verliet von Galen Innsbruck om naar het seminarie in Münster te gaan, en hij werd tot priester gewijd op 28 mei 1904. In eerste instantie werkte hij voor een familielid, de hulpbisschop van Münster, als aalmoezenier. Hij verhuisde echter snel naar Berlijn, waar hij werkte als pastoor in St. Matthias.

## Nazi-Duitsland
Von Galen was een uitgesproken anticommunist. Hij was ook openlijk tegen de nazi's vanwege hun zogeheten euthanasiepolitiek, waarbij duizenden daklozen, geesteszieken en gehandicapten om het leven werden gebracht. Al in 1936 en 1937 steunde hij protestacties tegen het nazi-onderwijsbeleid, onder andere tegen het verwijderen van kruisbeelden uit Duitse scholen.
In 1941 hield hij drie preken tegen de nazi's, die op dat ogenblik al 100.000 gehandicapten om het leven hadden gebracht. De tekst van zijn homilie van 3 augustus van dat jaar in de Lambertikirche in Münster werd later door Britse vliegtuigen boven Duitsland afgeworpen. Hierop legde de Gestapo hem een strikt huisarrest op, dat tot het binnentrekken van het Engelse leger in april 1945 zou duren. Alfred Rosenberg en Martin Bormann wilden de rebelse bisschop van Münster na een eventuele eindoverwinning van de nazi's aan het oostfront op de markt in Münster publiekelijk laten ophangen.
Na de inname van het platgebombardeerde Münster door de geallieerden, wilden Engelse en Amerikaanse journalisten allemaal interviews afnemen van de bisschop die de nationaalsocialistische staatsterreur getrotseerd had en zich publiekelijk tegen Hitler had uitgesproken. Von Galen was echter druk met het coördineren van hulp aan vluchtelingen en de herbouw van weeshuizen en kerken in het stadscentrum. Een Britse militair die voor MI5 werkte kenmerkte Von Galen als een "doorgewinterde Duitse nationalist" (maar antinazi) die het karakter "van een eik" had. Zoals von Galen nazimisdaden had aangevallen, zo viel hij nu ook de behandeling van Duitse burgers door de geallieerden (inclusief Sovjets en Polen) aan. Hij beschuldigde de geallieerden (niet alleen Sovjet-Russen, maar ook Polen en Engelsen) vanwege de reeds begonnen systematische verdrijving van Duitse burgers uit Silezië, Oost-Pruisen, Danzig, alsook beschuldigde hij de Poolse regio Pommeren (rondom Danzig) ervan opzettelijke etnische zuivering na te streven. De catastrofale voedselvoorziening in de westelijke bezettingszones weet hij aan de "Anglo-Amerikanen", die de Duitse bevolking door een hongersnood zouden willen breken.
Begin 1946 reisde hij naar Rome om er door paus Pius XII tot kardinaal gecreëerd te worden. Hij kreeg de San Bernardo alle Terme als titelkerk. Teruggekeerd uit Rome werd hij in Münster als held ingehaald, want vele Duitsers zagen in deze benoeming een begin van herwonnen nationaal zelfrespect. Minder dan een week na zijn thuiskomst stierf hij echter op amper 68-jarige leeftijd - slechts zes dagen na zijn verjaardag - aan de gevolgen van een verwaarloosde blindedarmontsteking.

## Zaligverklaring
Zijn zaligverklaringsproces werd in 1955 in gang gezet en in november 2004 positief afgesloten. Op 9 oktober 2005 werd hij door de Portugese kardinaal José Saraiva Martins, de prefect van de Congregatie voor de Zalig- en Heiligverklaringen, in de Sint-Pietersbasiliek in Rome zalig verklaard. Zijn gedenkdag is 22 maart, tevens zijn sterfdag.